# Dimension (film)
Dimension er en dansk kortfilm fra 1997, der er instrueret af Lars von Trier efter manuskript af ham selv og Niels Vørsel.
Filmen skulle have haft premiere på Lars von Triers 68 års fødselsdag, 30. april 2024. Det var planen, at Dimension skulle optages over 30 år, og Trier optog fra 1991 en række scener til, hvad der skulle have været "en europæisk filmcollage" - en slags fremtidsmonument. Trier mistede imidlertid interessen for projektet, der blev lagt på hylden i slutningen af 1990'erne.

## Handling
Denne artikel mangler et handlingsreferat. Hjælp os med at skrive det.

## Medvirkende
- Jean-Marc Barr
- Katrin Cartlidge
- Eddie Constantine
- Udo Kier
- Jens Okking
- Stellan Skarsgård